# Liste des députés de la préfecture de Kanagawa
Cette page liste les membres de la Chambre des représentants du Japon élus dans les circonscriptions de la préfecture de Kanagawa.

## 41elégislature(1996-2000)
Au cours de la 41e législature, les députés de la préfecture de Kanagawa furent les suivants :
| Circonscription | Député | Député                 | Parti politique |
| --------------- | ------ | ---------------------- | --------------- |
| 1re             |        | Jun Matsumoto (ja)     | PLD             |
| 2e              |        | Yoshihide Suga         | PLD             |
| 3e              |        | Tomoo Nishikawa (ja)   | Shinshintō      |
| 4e              |        | Tadayoshi Iijima (ja)  | PLD             |
| 5e              |        | Keishū Tanaka          | Shinshintō      |
| 6e              |        | Motohisa Ikeda (ja)    | PDJ             |
| 7e              |        | Tsuneo Suzuki          | PLD             |
| 8e              |        | Hiroshi Nakada (ja)    | Shinshintō      |
| 9e              |        | Shigefumi Matsuzawa    | Shinshintō      |
| 10e             |        | Eiji Nagai (ja)        | Shinshintō      |
| 11e             |        | Jun'ichirō Koizumi     | PLD             |
| 12e             |        | Ikuzō Sakurai (ja)     | PLD             |
| 13e             |        | Atsuhiro Tomizawa (ja) | Shinshintō      |
| 14e             |        | Hirohisa Fujii         | Shinshintō      |
| 15e             |        | Tarō Kōno              | PLD             |
| 16e             |        | Yoshiyuki Kamei        | PLD             |
| 17e             |        | Yōhei Kōno             | PLD             |

## 42elégislature(2000-2003)
Au cours de la 42e législature, les députés de la préfecture de Kanagawa furent les suivants :
| Circonscription | Député | Député               | Parti politique | Mandat    |
| --------------- | ------ | -------------------- | --------------- | --------- |
| 1re             |        | Ken'ichirō Satō (ja) | PDJ             |           |
| 2e              |        | Yoshihide Suga       | PLD             |           |
| 3e              |        | Hachirō Okonogi      | PLD             |           |
| 4e              |        | Hisako Ōishi (ja)    | PDJ             |           |
| 5e              |        | Keishū Tanaka        | PDJ             |           |
| 6e              |        | Motohisa Ikeda (ja)  | PDJ             |           |
| 7e              |        | Tsuneo Suzuki        | PLD             |           |
| 8e              |        | Hiroshi Nakada (ja)  | SE              | 2000-2002 |
| 8e              |        | Kenji Eda (ja)       | SE              | 2002-2003 |
| 9e              |        | Shigefumi Matsuzawa  | PDJ             |           |
| 10e             |        | Kazunori Tanaka (ja) | PLD             |           |
| 11e             |        | Jun'ichirō Koizumi   | PLD             |           |
| 12e             |        | Yōichirō Esaki (ja)  | PDJ             |           |
| 13e             |        | Akira Amari          | PLD             |           |
| 14e             |        | Hirohisa Fujii       | PL              |           |
| 15e             |        | Tarō Kōno            | PLD             |           |
| 16e             |        | Yoshiyuki Kamei      | PLD             |           |
| 17e             |        | Yōhei Kōno           | PLD             |           |

## 43elégislature(2003-2005)
Au cours de la 43e législature, les députés de la préfecture de Kanagawa furent les suivants :
| Circonscription | Député | Député                | Parti politique |
| --------------- | ------ | --------------------- | --------------- |
| 1re             |        | Jun Matsumoto (ja)    | PLD             |
| 2e              |        | Yoshihide Suga        | PLD             |
| 3e              |        | Hachirō Okonogi       | PLD             |
| 4e              |        | Hisako Ōishi (ja)     | PDJ             |
| 5e              |        | Keishū Tanaka         | PDJ             |
| 6e              |        | Isamu Ueda (ja)       | Kōmeitō         |
| 7e              |        | Nobuhiko Sutō (ja)    | PDJ             |
| 8e              |        | Tetsundo Iwakuni (ja) | PDJ             |
| 9e              |        | Hirofumi Ryū (ja)     | PDJ             |
| 10e             |        | Kazunori Tanaka (ja)  | PLD             |
| 11e             |        | Jun'ichirō Koizumi    | PLD             |
| 12e             |        | Ikkō Nakatsuka (ja)   | PDJ             |
| 13e             |        | Akira Amari           | PLD             |
| 14e             |        | Hirohisa Fujii        | PDJ             |
| 15e             |        | Tarō Kōno             | PLD             |
| 16e             |        | Yoshiyuki Kamei       | PLD             |
| 17e             |        | Yōhei Kōno            | PLD             |
| 18e             |        | Takeshi Hidaka (ja)   | PDJ             |

## 44elégislature(2005-2009)
Au cours de la 44e législature, les députés de la préfecture de Kanagawa furent les suivants :
| Circonscription | Député | Député               | Parti politique | Mandat    |
| --------------- | ------ | -------------------- | --------------- | --------- |
| 1re             |        | Jun Matsumoto (ja)   | PLD             |           |
| 2e              |        | Yoshihide Suga       | PLD             |           |
| 3e              |        | Hachirō Okonogi      | PLD             |           |
| 4e              |        | Jun Hayashi (ja)     | PLD             |           |
| 5e              |        | Manabu Sakai (ja)    | PLD             |           |
| 6e              |        | Isamu Ueda (ja)      | Kōmeitō         |           |
| 7e              |        | Tsuneo Suzuki        | PLD             |           |
| 8e              |        | Kenji Eda (ja)       | SE              |           |
| 9e              |        | Kōichi Yamauchi (ja) | PLD             |           |
| 10e             |        | Kazunori Tanaka (ja) | PLD             |           |
| 11e             |        | Jun'ichirō Koizumi   | PLD             |           |
| 12e             |        | Ikuzō Sakurai (ja)   | PLD             |           |
| 13e             |        | Akira Amari          | PLD             |           |
| 14e             |        | Jirō Akama (ja)      | PLD             |           |
| 15e             |        | Tarō Kōno            | PLD             |           |
| 16e             |        | Yoshiyuki Kamei      | PLD             | 2005-2006 |
| 16e             |        | Zentarō Kamei (ja)   | PLD             | 2006-2009 |
| 17e             |        | Yōhei Kōno           | PLD             |           |
| 18e             |        | Daishirō Yamagiwa    | PLD             |           |

## 45elégislature(2009-2012)
Au cours de la 45e législature, les députés de la préfecture de Kanagawa furent les suivants :
| Circonscription | Député | Député                   | Parti politique |
| --------------- | ------ | ------------------------ | --------------- |
| 1re             |        | Mieko Nakabayashi        | PDJ             |
| 2e              |        | Yoshihide Suga           | PLD             |
| 3e              |        | Eiko Okamoto             | PDJ             |
| 4e              |        | Kazuyoshi Nagashima (ja) | PDJ             |
| 5e              |        | Keishū Tanaka            | PDJ             |
| 6e              |        | Motohisa Ikeda (ja)      | PDJ             |
| 7e              |        | Nobuhiko Sutō (ja)       | PDJ             |
| 8e              |        | Kenji Eda (ja)           | VP              |
| 9e              |        | Hirofumi Ryū (ja)        | PDJ             |
| 10e             |        | Kōriki Jōjima            | PDJ             |
| 11e             |        | Shinjirō Koizumi         | PLD             |
| 12e             |        | Ikkō Nakatsuka (ja)      | PDJ             |
| 13e             |        | Hidenori Tachibana (ja)  | PDJ             |
| 14e             |        | Kentarō Motomura (ja)    | PDJ             |
| 15e             |        | Tarō Kōno                | PLD             |
| 16e             |        | Yūichi Gotō (ja)         | PDJ             |
| 17e             |        | Yōsuke Kamiyama (ja)     | PDJ             |
| 18e             |        | Takeshi Hidaka (ja)      | PDJ             |

## 46elégislature(2012-2014)
Au cours de la 46e législature, les députés de la préfecture de Kanagawa furent les suivants :
| Circonscription | Député | Député                | Parti politique |
| --------------- | ------ | --------------------- | --------------- |
| 1re             |        | Jun Matsumoto (ja)    | PLD             |
| 2e              |        | Yoshihide Suga        | PLD             |
| 3e              |        | Hachirō Okonogi       | PLD             |
| 4e              |        | Keiichirō Asao (ja)   | VP              |
| 5e              |        | Manabu Sakai (ja)     | PLD             |
| 6e              |        | Isamu Ueda (ja)       | Kōmeitō         |
| 7e              |        | Keisuke Suzuki (ja)   | PLD             |
| 8e              |        | Kenji Eda (ja)        | VP              |
| 9e              |        | Hirofumi Ryū (ja)     | PDJ             |
| 10e             |        | Kazunori Tanaka (ja)  | PLD             |
| 11e             |        | Shinjirō Koizumi      | PLD             |
| 12e             |        | Tsuyoshi Hoshino (ja) | PLD             |
| 13e             |        | Akira Amari           | PLD             |
| 14e             |        | Jirō Akama (ja)       | PLD             |
| 15e             |        | Tarō Kōno             | PLD             |
| 16e             |        | Hiroyuki Yoshiie      | PLD             |
| 17e             |        | Karen Makishima       | PLD             |
| 18e             |        | Daishirō Yamagiwa     | PLD             |

## 47elégislature(2014-2017)
Au cours de la 47e législature, les députés de la préfecture de Kanagawa furent les suivants :
| Circonscription | Député | Député                | Parti politique |
| --------------- | ------ | --------------------- | --------------- |
| 1re             |        | Jun Matsumoto (ja)    | PLD             |
| 2e              |        | Yoshihide Suga        | PLD             |
| 3e              |        | Hachirō Okonogi       | PLD             |
| 4e              |        | Keiichirō Asao (ja)   | SE              |
| 5e              |        | Manabu Sakai (ja)     | PLD             |
| 6e              |        | Isamu Ueda (ja)       | Kōmeitō         |
| 7e              |        | Keisuke Suzuki (ja)   | PLD             |
| 8e              |        | Kenji Eda (ja)        | Ishin           |
| 9e              |        | Hirofumi Ryū (ja)     | PDJ             |
| 10e             |        | Kazunori Tanaka (ja)  | PLD             |
| 11e             |        | Shinjirō Koizumi      | PLD             |
| 12e             |        | Tsuyoshi Hoshino (ja) | PLD             |
| 13e             |        | Akira Amari           | PLD             |
| 14e             |        | Jirō Akama (ja)       | PLD             |
| 15e             |        | Tarō Kōno             | PLD             |
| 16e             |        | Yūichi Gotō (ja)      | PDJ             |
| 17e             |        | Karen Makishima       | PLD             |
| 18e             |        | Daishirō Yamagiwa     | PLD             |

## 48elégislature(2017-2021)
Au cours de la 48e législature, les députés de la préfecture de Kanagawa furent les suivants :
| Circonscription | Député | Député               | Parti politique |
| --------------- | ------ | -------------------- | --------------- |
| 1re             |        | Jun Matsumoto (ja)   | PLD             |
| 2e              |        | Yoshihide Suga       | PLD             |
| 3e              |        | Hachirō Okonogi      | PLD             |
| 4e              |        | Yuki Waseda          | PDC             |
| 5e              |        | Manabu Sakai (ja)    | PLD             |
| 6e              |        | Yōichirō Aoyagi (ja) | PDC             |
| 7e              |        | Keisuke Suzuki (ja)  | PLD             |
| 8e              |        | Kenji Eda (ja)       | SE              |
| 9e              |        | Hirofumi Ryū (ja)    | PE              |
| 10e             |        | Kazunori Tanaka (ja) | PLD             |
| 11e             |        | Shinjirō Koizumi     | PLD             |
| 12e             |        | Tomoko Abe (ja)      | PDC             |
| 13e             |        | Akira Amari          | PLD             |
| 14e             |        | Jirō Akama (ja)      | PLD             |
| 15e             |        | Tarō Kōno            | PLD             |
| 16e             |        | Hiroyuki Yoshiie     | PLD             |
| 17e             |        | Karen Makishima      | PLD             |
| 18e             |        | Daishirō Yamagiwa    | PLD             |

## 49elégislature(2021-2024)
Au cours de la 49e législature, les députés de la préfecture de Kanagawa furent les suivants :
| Circonscription | Député | Député               | Parti politique |
| --------------- | ------ | -------------------- | --------------- |
| 1re             |        | Gō Shinohara (ja)    | PDC             |
| 2e              |        | Yoshihide Suga       | PLD             |
| 3e              |        | Kenji Nakanishi (ja) | PLD             |
| 4e              |        | Yuki Waseda          | PDC             |
| 5e              |        | Manabu Sakai (ja)    | PLD             |
| 6e              |        | Naoki Furukawa (ja)  | PLD             |
| 7e              |        | Keisuke Suzuki (ja)  | PLD             |
| 8e              |        | Kenji Eda (ja)       | PDC             |
| 9e              |        | Hirofumi Ryū (ja)    | PDC             |
| 10e             |        | Kazunori Tanaka (ja) | PLD             |
| 11e             |        | Shinjirō Koizumi     | PLD             |
| 12e             |        | Tomoko Abe (ja)      | PDC             |
| 13e             |        | Hideshi Futori (ja)  | PDC             |
| 14e             |        | Jirō Akama (ja)      | PLD             |
| 15e             |        | Tarō Kōno            | PLD             |
| 16e             |        | Yūichi Gotō (ja)     | PDC             |
| 17e             |        | Karen Makishima      | PLD             |
| 18e             |        | Daishirō Yamagiwa    | PLD             |

## 50elégislature(depuis 2024)
Au cours de la 50e législature, les députés de la préfecture de Kanagawa sont les suivants :
| Circonscription | Député | Député               | Parti politique |
| --------------- | ------ | -------------------- | --------------- |
| 1re             |        | Gō Shinohara (ja)    | PDC             |
| 2e              |        | Yoshihide Suga       | PLD             |
| 3e              |        | Kenji Nakanishi (ja) | PLD             |
| 4e              |        | Yuki Waseda          | PDC             |
| 5e              |        | Manabu Sakai (ja)    | PLD             |
| 6e              |        | Yōichirō Aoyagi (ja) | PDC             |
| 7e              |        | Kazuma Nakatani      | PDC             |
| 8e              |        | Kenji Eda (ja)       | PDC             |
| 9e              |        | Hirofumi Ryū (ja)    | PDC             |
| 10e             |        | Kazunori Tanaka (ja) | PLD             |
| 11e             |        | Shinjirō Koizumi     | PLD             |
| 12e             |        | Tomoko Abe (ja)      | PDC             |
| 13e             |        | Hideshi Futori (ja)  | PDC             |
| 14e             |        | Jirō Akama (ja)      | PLD             |
| 15e             |        | Tarō Kōno            | PLD             |
| 16e             |        | Yūichi Gotō (ja)     | PDC             |
| 17e             |        | Karen Makishima      | PLD             |
| 18e             |        | Hajime Sōno (ja)     | PDC             |
| 19e             |        | Tsuyoshi Kusama (ja) | PLD             |
| 20e             |        | Sayuri Ōtsuka (ja)   | PDC             |